# William Broderick Cloete

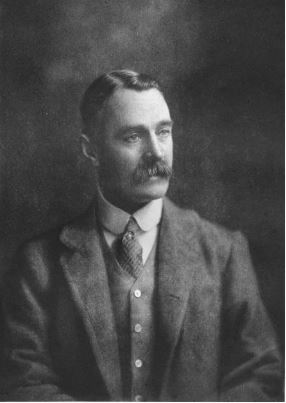
Cloete en 1911

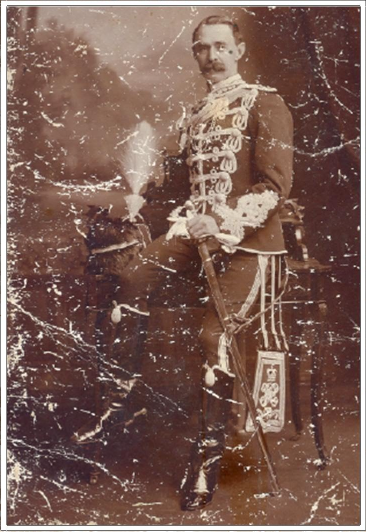
William B. Cloete: fotografía de finales del.

William Broderick Cloete (Stellenbosch, Provincia Occidental del Cabo, Sudáfrica, 5 de julio de 1851 - Cork, Cork, Irlanda 7 de mayo de 1915) fue un industrial inglés graduado en leyes, activo en las zonas fronterizas entre México y Estados Unidos a finales del siglo XIX.

## Biografía
Hijo de Peter Lawrence Graham Cloete y Helena Hendrina, tuvo siete hermanos; cinco hombres y dos mujeres. Su padre era un topógrafo del gobierno y en la década de 1860 emigró de Cape Colony, Sudáfrica a Inglaterra llevándose a Helena, a Broderick y algunos de sus hermanos, estableciéndose en Londres. Ahí fue donde Broderick asistió a la Universidad de la Reina, La Universidad de Oxford donde obtuvo una maestría en derecho en 1877 año en el que además destacó como jugador de críquet convirtiéndose en miembro del Marylebone Cricket Club, en ese entonces considerado el club de cricket más famoso del mundo.
Durante todo ese período vivió con solvencia ya que su familia era muy rica y él era considerado un caballero (gentleman) sin la necesidad de ganarse la vida. A los 50 años de edad Broderick se mudó a Grosvenor Square en el exclusivo barrio londinense de Mayfair donde se hizo acompañar de un mayordomo, un cocinero y un sirviente doméstico.
Al año siguiente, el 18 de julio de 1902 contrae nupcias con Violet Kate Henley (31 años menor que él) en la iglesia de St.Paul Knigthsbridge en Londres.
Fue un destacado propietario y criador de caballos de carreras. En 1885 participó en prestigiosas carreras como la de las 2000 guineas y el Grand Prix de París en las que su potro Paradox obtuvo el primer lugar, montado por el famoso jockey Fred Archer y entrenado por el criador de caballos Mat Dawson. En ese mismo año corrió en el Derby de Inglaterra donde después de ir en cabeza fue alcanzado en el último tramo por Melton, caballo que irónicamente era montado por Archer.
Con la influencia de su padre que fue topógrafo, experimentó en la explotación de minas. En América, en 1897 participó en un proyecto de desarrollo minero para la Canadian Development Company en Whitehorse, Yukón en la época conocida como la fiebre del oro de Klondike.

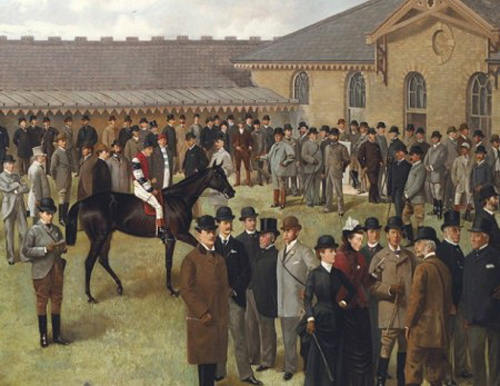
En este cuadro de 1885 se muestra al potro Paradox montado por Fred Archer dirigiéndose hacia donde se encuentran el entrenador John Porter y el propietario del caballo W. Broderick Cloete el día de la carrera de las 2000 guineas.

Dedicó parte de su vida a la minería de carbón en México. Miembro de una firma londinense que poseía grandes extensiones para explotación minera y plantaciones agrícolas, fundó en 1900 The New Sabinas Company asociado con el también ciudadano inglés Robert Rintoul Symon, operando en una zona de la región carbonífera del Estado norteño de Coahuila, que hoy se denomina San José de Cloete en su honor.
Broderick y Symon adquirieron la hacienda San Marcos y Pinos cuya extensión abarcaba estratégicamente el único paso ferroviario hacia el altiplano central comunicando favorablemente con las minas que este poseía en Coahuila.
El 1 de mayo de 1915 abordó el transatlántico RMS Lusitania que fue atacado y hundido por un submarino alemán (U-20) el 7 de mayo en aguas de Irlanda. Su cuerpo no fue encontrado.
En el reporte de la lista de pasajeros (billete # 46067, camarote B25) Cloete consta como ciudadano estadounidense desaparecido, ya que había reservado su pasaje en San Antonio (Texas), lugar del que se creía que era residente, ignorando que era un ciudadano inglés que regresaba a Londres de México para presentar un informe sobre la situación en las minas mexicanas y planeaba pasar el verano en su hogar ubicado en las afueras de Londres (Hare Park), lugar donde residía con su esposa, la Sra. Violet Kate Henley (1881-1973) desde 1902, año de su boda.
El día anterior al hundimiento, la tarde del día 6, el Sr. Cloete presidió el Concierto de Caridad de los marineros (Seaman´s Charity Concert) efectuado en el salón de primera clase del barco, en el cual se recaudaron 106 libras, 10 chelines y 5 peniques. Mientras que, por concepto de la venta de los programas (invitaciones) y apoyado por la actriz Rita Jolivet, quién sobrevivió al hundimiento, reunió 16 libras, 14 chelines y 2 peniques para los músicos.
No se ha encontrado información ni registros sobre hijos en su matrimonio ni fuera de él, al parecer no tuvo. La viuda del Sr. Cloete se casó por segunda vez a los 39 años en 1921 con el Sr. Bertram Sackville Thesiger (1875-1966).
Algunos artículos que circulan en internet sobre la vida de Cloete, confunden a este con su sobrino homónimo que radicó en Sudáfrica nacido en 1888 y fallecido en 1936, hijo de su hermano Pieter Voltelin Cloete.

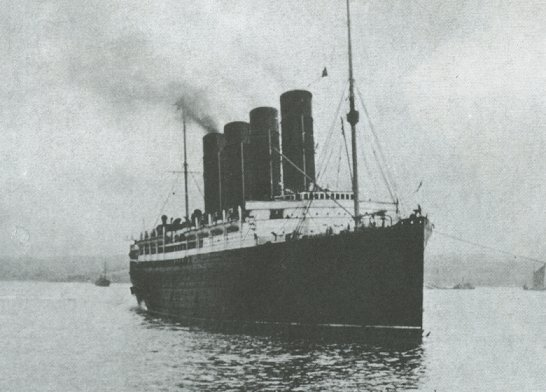
RMS Lusitania, barco en el que viajaba Cloete, hundido en 1915.